# Heinersreuth (Ködnitz)

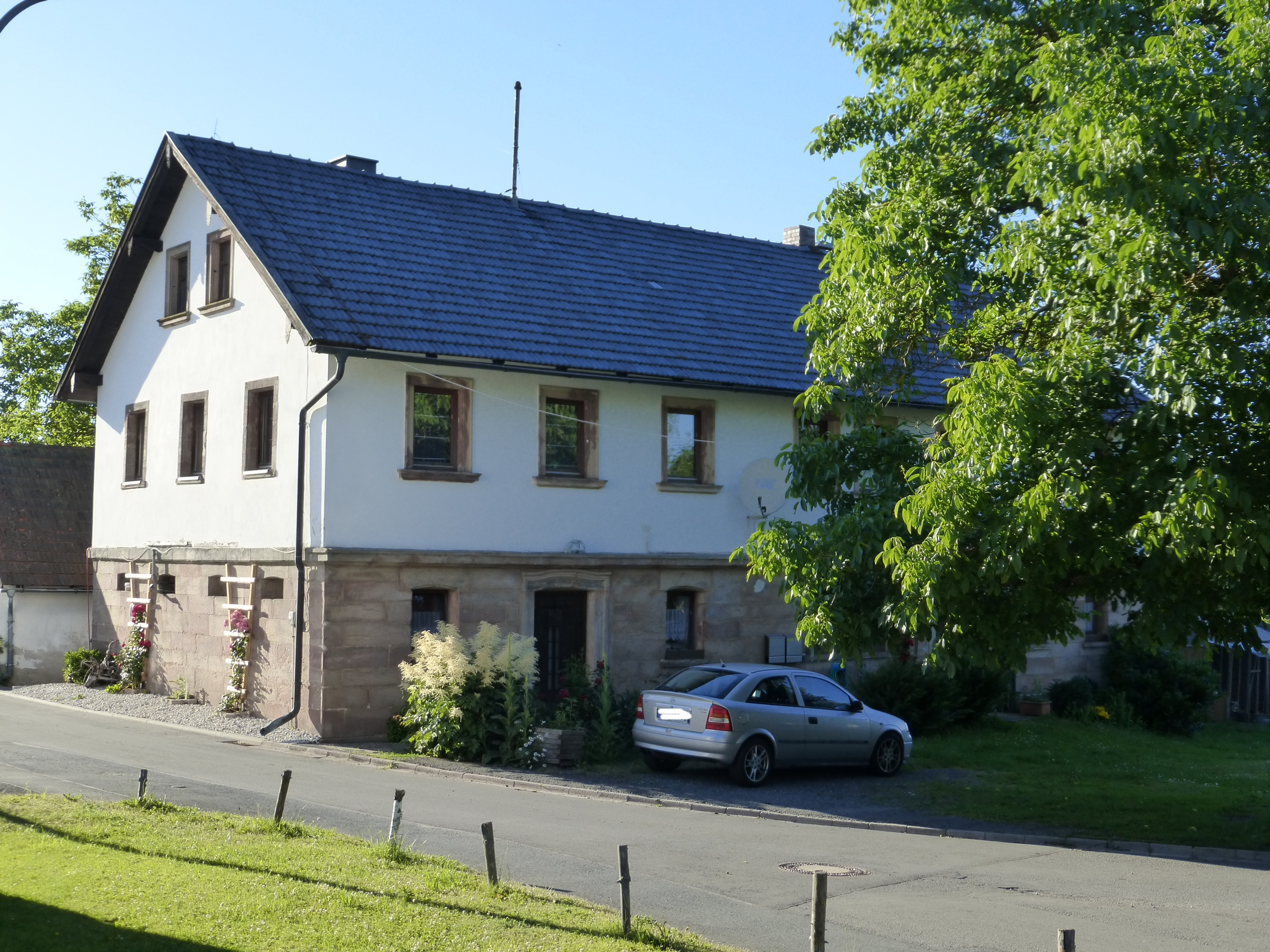
Heinersreuth 13: Wohnstallhaus

Heinersreuth (oberfränkisch: Hanneasch-raid) ist ein Gemeindeteil der Gemeinde Ködnitz im Landkreis Kulmbach (Oberfranken, Bayern). Heinersreuth liegt in der Gemarkung Ködnitz.

## Geographie
Das Dorf liegt auf dem Rangen, einem Höhenrücken des Obermainischen Hügellandes. Die Kreisstraße KU 10 führt an Eichholz vorbei nach Trebgast zur Staatsstraße 2182 (3,3 km südöstlich) bzw. nach Maierhof (1,2 km nördlich).

## Geschichte
Der Ort wurde 1398 als „Heinreichsrewt“ erstmals urkundlich erwähnt. Das Bestimmungswort ist Heinrich, der Personenname des Siedlungsgründers. Das Grundwort Reuth gibt zu erkennen, dass das Land durch Rodung urbar gemacht wurde.
Heinersreuth bildete mit Pinsenhof eine Realgemeinde. Gegen Ende des 18. Jahrhunderts bestand Heinersreuth aus 8 Anwesen. Das Hochgericht übte das bayreuthische Stadtvogteiamt Kulmbach aus. Dieses hatte zugleich die Dorf- und Gemeindeherrschaft. Grundherren waren das Kastenamt Kulmbach (7 Gütlein) und das Rittergut Goldkronach (1 Sölde).
Von 1797 bis 1810 unterstand der Ort dem Justiz- und Kammeramt Kulmbach. Mit dem Gemeindeedikt wurde Heinersreuth dem 1811 gebildeten Steuerdistrikt Tennach und der 1812 gebildeten gleichnamigen Ruralgemeinde zugewiesen. 1818 wurde der Gemeindesitz nach Ködnitz verlegt und die Gemeinde dementsprechend umbenannt.

### Baudenkmäler
- Heinersreuth 2: Landwirtschaftliches Nebengebäude
- Heinersreuth 13: Wohnstallhaus

### Einwohnerentwicklung
| Jahr      | 001809 | 001818 | 001861 | 001871 | 001885 | 001900 | 001925 | 001950 | 001961 | 001970 | 001987 |
| Einwohner | 62     | 40     | 60     | 65     | 61     | 39     | 48     | 73     | 57     | 66     | 75     |
| Häuser    |        | 8      |        |        | 9      | 8      | 11     | 9      | 11     |        | 18     |
| Quelle    | [ 11 ] | [ 8 ]  | [ 12 ] | [ 13 ] | [ 14 ] | [ 15 ] | [ 16 ] | [ 17 ] | [ 18 ] | [ 19 ] | [ 1 ]  |

## Religion
Heinersreuth ist seit der Reformation evangelisch-lutherisch geprägt und nach St. Johannes (Trebgast) gepfarrt.